# ハプニング (映画)
『ハプニング』（原題：The Happening）は、2008年公開のアメリカ映画。
M・ナイト・シャマラン監督マーク・ウォールバーグ出演のサスペンス映画。6月11日にフランスで、6月13日にアメリカ合衆国で公開された。

## ストーリー
現代のニューヨーク。セントラル・パークで午前8時33分に突然、人が全て自殺する異常現象が発生した。フィラデルフィアの高校ではテロ攻撃との一報を受けて生徒を帰宅させ、理科の教師エリオットは妻のアルマと共に同僚のジュリアンの実家に避難することになった。
列車で出発するエリオットたち。だが、列車は管制室との通信が途絶え、途中の田舎町で停車してしまった。異変がアメリカ北東部に限られるとのTV報道を見て車で西を目指す人々。同僚のジュリアンは列車に乗り遅れた妻を探すために、幼い娘ジェスをエリオットたちに預けて別れて行った。
農家の夫婦の車に便乗して移動するエリオットたち。だが、どの方向から来た車も自殺した遺体を目撃し窓を開けられなかったと言う。都市よりも小さな集落が助かるという情報を信じて徒歩で草原を進む人々。エリオットは、集団の中でも人数の多いグループが自殺を始める事に気づいた。
理科教師であるエリオットは、植物が多く人も多いセントラルパークが一番に被害にあったことから、植物が毒性を持ち風に運ばれて拡散すると推理した。少人数で移動し、最後はアルマとジェスと3人きりとなって山奥の一軒家に辿り着くエリオット。
一軒家の持ち主である老婦人はラジオも聞かず、異変に気づいていなかった。一晩は泊めたものの、エリオットを泥棒と疑い、出て行けと迫る老婦人。だが、外に出た老婦人は汚染された風にあたって自殺した。
一軒家と別棟の離れに別れてしまうエリオットとアルマたち。外が全て汚染されたなら、せめて一緒に死のうと、2日目の午前9時58分に外に出るエリオットたち。だが、彼らは無事だった。謎の異変は午前9時27分に突然、収束していたのだ。
今回の現象について盛んに議論するが結論を出せない学者たち。3か月後、同様の現象がフランスでも発生した。

## 登場人物
エリオット・ムーア
演 - マーク・ウォールバーグ
科学教師。フィラデルフィアの高校にいる。
アルマ・ムーア
演 - ズーイー・デシャネル
エリオットの妻。
ジュリアン
演 - ジョン・レグイザモ
エリオットの友人。妻を探すために別行動をする。
ジェス
演 - アシュリー・サンチェス
ジュリアンの娘。
ジョシュ
演 - スペンサー・ブレスリン
若者。
ジョーンズ夫人
演 - ベティ・バックリー
老女。一軒家に住んでいる。
ジョーイ
演 - M・ナイト・シャマラン
アルマと一緒にデザートを食べていた男性。

## キャスト
| 役名                   | 俳優                               | 日本語吹替 |
| ---------------------- | ---------------------------------- | ---------- |
| エリオット・ムーア     | マーク・ウォールバーグ             | 森川智之   |
| アルマ・ムーア         | ズーイー・デシャネル               | 岡寛恵     |
| ジュリアン             | ジョン・レグイザモ                 | 井上倫宏   |
| ジェス                 | アシュリー・サンチェス             | 宇山玲加   |
| ジョシュ               | スペンサー・ブレスリン             | 平本未来   |
| ジョーンズ夫人         | ベティ・バックリー                 | 久保田民絵 |
| 植物学者               | フランク・コリソン                 | 石住昭彦   |
| 植物学者の妻           | ビクトリア・クラーク               | 佐藤しのぶ |
| オースター二等兵       | ジェレミー・ストロング             | 川島得愛   |
| 校長                   | アラン・ラック                     | 根本泰彦   |
| ケンダル・ウォレス教授 | エドワード・ジェームス・ハイランド | 石住昭彦   |
| ジョーイ               | M・ナイト・シャマラン（声）        | 根本泰彦   |
| 電車の車掌             | デレッジ・ハーディングス           | 吉見一豊   |
| 棒芯                   | コーネル・ウォマック               | 飯島肇     |
| 建設作業員の黒人       | カーティス・マクラーリン           | 吉見一豊   |

- その他の日本語吹き替え：佐々木敏/小山萌子/安藤みどり/浅井晴美/興津和幸/岐部公好/許綾香/石嶋久仁子/井上剛/山中真尋

## スタッフ
- 監督：M・ナイト・シャマラン
- 脚本：M・ナイト・シャマラン他
- 製作：M・ナイト・シャマラン他
- 製作総指揮：M・ナイト・シャマラン他
- 撮影：タク・フジモト
- プロダクションデザイン：
- 編集：コンラッド・バフ四世
- 音楽：ジェームズ・ニュートン・ハワード
- 音楽スーパーバイザー：
- 衣装デザイン：ベッツィ・ハイマン
- キャスティング：
- プロダクションデザイン：ジェニーン・オッペウォール

## 作品解説
実際にアメリカで起こったミツバチ失踪事件（蜂群崩壊症候群）を参考にしている。

## 各国でのレイティング
- 日本：PG-12
- アメリカ：R

## 評価
レビュー・アグリゲーターのRotten Tomatoesでは186件のレビューで支持率は17%、平均点は4.00/10となった。Metacriticでは38件のレビューを基に加重平均値が34/100となった。
映画館大賞「映画館スタッフが選ぶ、2008年に最もスクリーンで輝いた映画」第103位。
全体として評価は低く、主演のマーク・ウォールバーグ自身も失敗作と認めている。